# Дятловый попугайчик Шлегеля
Дятловый попугайчик Шлегеля (лат. Micropsitta geelvinkiana) — птица семейства попугаевых.

## Внешний вид
Длина тела около 9 см; вес — 13—17 г. Окраска оперения зелёная. Передняя часть головы тёмно-коричневая, на перьях имеется голубая кайма, на затылке едва заметное пятно светло-жёлтого цвета. Брюшко и средняя часть груди охристо-жёлтая.

## Распространение
Обитают на островах Биак и Нумфор небольшого архипелага Биак, расположенного вблизи Новой Гвинеи.

## Образ жизни
Населяют субтропические и тропические влажные леса и сады.

## Угрозы и охрана
Находится под угрозой исчезновения из-за потери естественной среды обитания.

## Классификация
Вид включает в себя 2 подвида:
- Micropsitta geelvinkiana geelvinkiana (Schlegel, 1871)
- Micropsitta geelvinkiana misoriensis (Salvadori, 1876)